# Ratko Đokić
Ratko Đokić (Podgorica, ... – Stoccolma, 5 maggio 2003) è stato un mafioso montenegrino con cittadinanza svedese, boss della Mafia Jugoslava.
Conosciuto con il soprannome di Cobra, era a capo della cosiddetta "Mafia delle Sigarette", organizzata in Svezia da immigrati di origine balcanica.
Ufficialmente proprietario di una palestra di Stoccolma, fu assassinato il 5 maggio 2003 da Nenad Mišović, sicario mandato dal boss Rade Kotur

## Vita
Nato sul finire degli anni quaranta a Podgorica, oggi Montenegro ma all'epoca Repubblica Socialista Federale di Jugoslavia, era cugino materno di Baja Sekulić, boss attivo nel contrabbando di sigarette.
Nel 1998, il suo più stretto collaboratore Dragan Joksović fu assassinato a Solvalla (Svezia) da un immigrato finlandese diciannovenne, assoldato da un boss amico dei due diventato loro acerrimo nemico: Dragan Kovač Kova. Kova fu assassinato a sua volta l'anno dopo in un agguato, crivellato da 40 proiettili.
Poco dopo la sua vendetta, Đokić si imparentò con il boss Milan Sevo che ne sposò la figlia. Al matrimonio, cui presero parte 400 invitati, parteciparono i principali esponenti della criminalità dei Balcani, tra cui il capo degli Hells Angels svedesi.